# Šimun de Keza
Šimun de Keza (mađ. Simon de Kéza), (13. stoljeće), mađarski svećenik i ljetopisac. Bio je veoma obrazovan, imao je titulu magistra i djelovao je na dvoru hrvatsko-ugarskog kralja Ladislava IV. Kumanca (1272. – 1290). Kao dvorski kapelan, obavljao je mnoge diplomatske misije u inozemstvu, osobito u Italiju, Francusku i Njemačku, što mu je omogućilo sakupljanje građe za mađarsku povijest. Autor je kronike O djelima Huna i Mađara (Gesta Hunnorum et Hungarorum) iz oko 1285. godine, u kojem raspravlja o povijesti Huna i Mađara, njihovoj pradomovini i podrijetlu, a posebnu pozornost posvećuje kraljevima iz dinastije Arpadović.
Kronika osobito obrađuje razdoblje između 1282. i 1285. godine, a pri pisanju koristio se danas izgubljenim izvorima poput kronike Gesta Hungarorum, anonimnog autora s kraja 12. stoljeća. U kronici opisuje 225 mađarskih rodova koji su nastanili panonsku dolinu. Šimunovo djelo imalo je više redakcija, a u jednoj od njih, kojom je obuhvaćeno razdoblje 1091. – 1272., spominje se dragocjeni podatak o pogibiji hrvatskog vladara Petra na planini Gvozdu 1097. godine. Djelo je poslužilo kao izvor podataka sastavljaču tzv. Zagrebačke kronike, uvodu Statuta Zagrebačkoga kaptola Ivana Arhiđakona Goričkoga iz prve polovice 14. stoljeća.